# Филип I (Намюр)
Вижте пояснителната страница за други личности с името Филип I.
Филип I (на френски: Philippe Ier de Hainaut, le Noble, * 1175, † 5 октомври 1212 във Валансиен) е маркграф на Намюр от 1196 до 1212 г.

## Биография

### Произход
Той е вторият син на граф Балдуин V от Хенегау и Намюр (1150 – 1195) и Маргарета I Фландърска (1145 – 1194). Неговите братя Балдуин I и Хайнрих (* 1176, † 1216) са латински императори на Константинопол. Сестра му Изабела се омъжва за Филип II, крал на Франция. Сестра му Йоланда е съпруга на Пиер дьо Куртене, латински император на Константинопол.

### Регентство
През 1194 г. император Хайнрих VI издига графството Намюр на маркграфство. Филип завоюва Графство Намюр на 26 юли 1199 г. след тригодишна война с граф Теобалд I от Бар, съпругът на Ермесинда II, дъщерята на чичо му Хайнрих IV Люксембургски.
Филип поема регентството, когато по-големият му брат граф Балдуин VI Фландърски (1171 – 1205) отива на Четвъртия кръстоносен поход и след това и за неговите малолетни дъщери Йохана и Маргарета.
По време на войната във Франция той попада в плен. Освобождава се като се жени през август 1210 г. за принцеса Мария Френска (* 1198, † 15 август 1238), дъщеря на крал Филип II Август и Агнес Меранска. Той изпраща племенниците си като заложници във френския двор.

### Смърт
Той умира на 5 октомври 1212 г. от дизентерия във Валансиен и е погребан в Намюр. Понеже няма деца той определя своя племенник Филип II дьо Куртене за свой наследник.
Вдовицата му Мария се омъжва втори път на 22 април 1213 за Хайнрих I, херцог на Брабант.